# بولهاش
بولهاش (به مجاری:  Bolhás) یک منطقهٔ مسکونی در مجارستان است که در ناحیه نادی‌آتاد واقع شده‌است. بولهاش ۳۱٫۴۳ کیلومتر مربع مساحت و ۴۱۸ نفر جمعیت دارد.